# Justicia richardii
Justicia richardii är en akantusväxtart som beskrevs av Raymond Benoist. Justicia richardii ingår i släktet Justicia och familjen akantusväxter. Inga underarter finns listade i Catalogue of Life.